# 賈耽
賈 耽（か たん、開元18年（730年） - 永貞元年10月2日（805年10月27日））は、唐の政治家。字は敦詩。諡は元靖。滄州南皮県の出身。国内外の地図や地理書を編纂したことで知られる。父は賈琰之。子は賈疇・賈疄・賈㽥。『新唐書』巻七十五・表第十五下・宰相世系五下によれば魏の大尉賈詡の直系子孫である。ただし鄭余慶『左僕射賈耽神道碑』では先祖について記さない。

## 生涯
天宝10載（751年）に科挙の明経科に合格して貝州臨清県尉の任についた。その後山南西道節度使・山南東道節度使などを経て、貞元9年（793年）には右僕射・同中書門下平章事（宰相に相当）の職にのぼり、魏国公に封ぜられた。没するまで13年間にわたって宰相職にあった。
賈耽は地理学を好み、外国からの使者や外国から帰った者からその土地の情報を得た。おそらく興元元年（784年）に『大唐国要図』5巻を編纂した。貞元14年（798年）に『関中隴右及山南九州等図』1軸および図に附属する『別録』6巻・『吐蕃黄河録』4巻を編纂した。貞元17年（801年）にはまた『海内華夷図』および『古今郡国県道四夷述』40巻を編纂した。『海内華夷図』は100里を1寸で表し、幅3丈、高さ3丈3尺だった（唐の1里は1800尺だったため、縮尺180万分の1の地図ということになる）。貞元18年（802年）には『貞元十道録』を編纂した。
永貞元年（805年）に没した。享年は76。没後に元靖の諡を贈られた。

## 著書
『新唐書』芸文志には、賈耽が編纂した地理関係の書物として『地図』10巻・『皇華四達記』10巻・『古今郡国県道四夷述』40巻・『関中隴右及山南九州別録』6巻・『貞元十道録』4巻・『吐蕃黄河録』4巻・『大唐国要図』5巻をあげている。これらの地図や地理書は早く散佚してほとんど現存しない。
榎一雄によると、『皇華四達記』というのは『古今郡国県道四夷述』の四夷部を独立させたものだろうという。
『太平寰宇記』はしばしば『古今郡国県道四夷述』とみられる書物を引用している。
『新唐書』地理志末尾の四夷に到る道の記述は「道里記」と通称され、賈耽の著書をもとにしている。おそらく『皇華四達記』、すなわち『古今郡国県道四夷述』の四夷部から取られたものだろうと言われる。ここでは7つの道について記述するが、とくに広州通海夷道はインド洋を通って海路ペルシア湾岸に到る道程を記しており、唐代の海上交通に関する貴重な資料になっている。
『貞元十道録』は権徳輿による序が残っており、それによれば『古今郡国県道四夷述』40巻を実用のために要約したものという。王謨『漢唐地理書鈔』に逸文が集められている。また敦煌文献に『貞元十道録』剣南道の残巻があり(P2522)、羅振玉『鳴沙石室佚書』に収録されている。
『海内華夷図』は現存しないが、劉豫の阜昌7年（1136年）に縮小して石に刻ませたものが西安碑林に残っている。しかし地名などは宋代のものを使用しており、本来の形がどれほど残されているかは明らかでない。